# Danh sách bàn thắng quốc tế của Sunil Chhetri

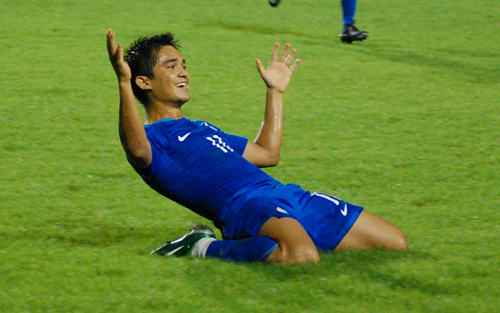
Sunil Chhetri đã có 94 bàn thắng trong màu áo của đội tuyển Ấn Độ.

Sunil Chhetri là một cầu thủ bóng đá chuyên nghiệp người Ấn Độ từng thi đấu ở vị trí tiền đạo cho đội tuyển bóng đá quốc gia Ấn Độ. Anh từng là đội trưởng của đội tuyển quốc gia Ấn Độ, là cầu thủ ghi nhiều bàn thắng nhất và ra sân nhiều nhất trong lịch sử bóng đá Ấn Độ. Trong sự nghiệp thi đấu quốc tế của mình, anh đã có 94 pha lập công sau 151 lần khoác áo đội tuyển quốc gia kể từ khi ra mắt vào ngày 12 tháng 6 năm 2005 trước Pakistan.
Vào ngày 9 tháng 12 năm 2011, Sunil Chhetri lập cú đúp trong chiến thắng 3–1 của Ấn Độ trước Maldives trong trận bán kết của Giải vô địch bóng đá Nam Á 2011 để nâng tổng số bàn thắng của anh lên con số 31, chính thức trở thành cầu thủ ghi bàn hàng đầu mọi thời đại trong lịch sử bóng đá Ấn Độ, vượt qua con số 29 bàn thắng do người đồng hương I. M. Vijayan nắm giữ. Với 93 bàn thắng trên đấu trường quốc tế, anh hiện là cầu thủ ghi bàn quốc tế nhiều thứ ba trong số các cầu thủ còn đang thi đấu, chỉ sau Cristiano Ronaldo và Lionel Messi. Anh cũng là cầu thủ ghi nhiều bàn thắng nhất trong lịch sử bóng đá châu Á. Vào ngày 21 tháng 6 năm 2023, anh đã lập một cú hat-trick trong chiến thắng 4–0 của Ấn Độ trước Pakistan, qua đó nâng tổng số bàn thắng quốc tế của anh lên 90 bàn thắng, qua đó trở thành cầu thủ ghi bàn quốc tế nhiều thứ hai châu Á trong lịch sử mọi thời đại, sau huyền thoại Ali Daei người Iran. Con số 93 bàn thắng cũng giúp anh trở thành cầu thủ ghi bàn nhiều thứ tư trong lịch sử bóng đá thế giới.

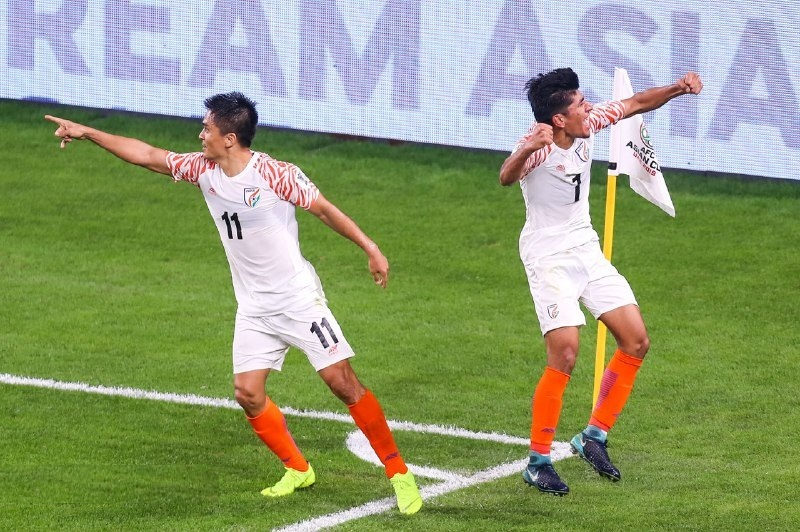
Sunil Chhetri ăn mừng bàn thắng cùng với người đồng đội Anirudh Thapa tại Cúp bóng đá châu Á 2019 trong trận đấu với đội tuyển quốc gia Thái Lan.

Chhetri ghi bàn thắng đầu tiên trên đấu trường quốc tế trong lần ra mắt đội tuyển quốc gia Ấn Độ vào ngày 12 tháng 6 năm 2005 trước Pakistan. Giải đấu quốc tế đầu tiên của anh cho đội tuyển quốc gia là Nehru Cup 2007, giải đấu mà anh đã ghi tổng cộng bốn bàn thắng: cú đúp vào lưới Campuchia, một bàn thắng vào lưới Syria và một vào lưới Kyrgyzstan, giúp Ấn Độ giành chức vô địch Nehru Cup đầu tiên. Chhetri cán mốc 50 bàn thắng trong lần ra sân lần thứ 88 của anh trong chiến thắng 3–2 trước Maldives ở bán kết Giải vô địch bóng đá Nam Á 2015, diễn ra vào ngày 31 tháng 12 năm 2015. Anh cũng là cầu thủ bóng đá duy nhất của Ấn Độ ghi được 50 bàn thắng trở lên trên mọi đấu trường quốc tế. Anh cũng đã lập 4 cú hat-trick trên mọi đấu trường quốc tế, nhiều nhất so với bất kỳ một cầu thủ Ấn Độ nào và cũng đã lập cú đúp trong 16 lần ra sân. Anh đã ghi đến 9 bàn thắng vào lưới của Nepal, nhiều nhất vào lưới một đội. Anh cũng đã ghi 11 bàn thắng trên đấu trường quốc tế tại Sân vận động Jawaharlal Nehru, New Delhi, nhiều bàn thắng nhất khi thi đấu trên một sân vận động. Anh đã có 16 trong tổng số 94 bàn thắng trong sự nghiệp của mình từ những quả trên chấm đá phạt đền.

## Bàn thắng quốc tế
Tính đến 4 tháng 4 năm 2024
Tỷ số và kết quả liệt kê số bàn thắng mà Ấn Độ ghi được, cột trước là biểu thị số bàn thắng của Chhetri.
| ‡ | Bàn thắng được ghi trên chấm đá phạt đền. |

| Bàn thắng | Số lần ra sân | Ngày                 | Địa điểm                                           | Đối thủ           | Tỷ số | Kết quả | Giải đấu                                     | Ref.          |
| --------- | ------------- | -------------------- | -------------------------------------------------- | ----------------- | ----- | ------- | -------------------------------------------- | ------------- |
| 1.        | 1             | 12 tháng 6 năm 2005  | Sân vận động Quốc gia Ayub, Quetta                 | Pakistan          | 1–0   | 1–1     | Giao hữu                                     | [ 9 ]         |
| 2.        | 7             | 17 tháng 8 năm 2007  | Sân vận động Ambedkar, Delhi                       | Campuchia         | 4–0   | 6–0     | Nehru Cup 2007                               | [ 16 ]        |
| 3.        | 7             | 17 tháng 8 năm 2007  | Sân vận động Ambedkar, Delhi                       | Campuchia         | 5–0   | 6–0     | Nehru Cup 2007                               | [ 16 ]        |
| 4.        | 9             | 23 tháng 8 năm 2007  | Sân vận động Ambedkar, Delhi                       | Syria             | 1–0   | 2–3     | Nehru Cup 2007                               | [ 16 ]        |
| 5.        | 10            | 26 tháng 8 năm 2007  | Sân vận động Ambedkar, Delhi                       | Kyrgyzstan        | 2–0   | 3–0     | Nehru Cup 2007                               | [ 16 ]        |
| 6.        | 12            | 8 tháng 10 năm 2007  | Sân vận động quốc tế Saida, Sidon                  | Liban             | 1–0   | 1–4     | Vòng loại giải vô địch bóng đá thế giới 2010 | [ 18 ]        |
| 7.        | 13            | 30 tháng 10 năm 2007 | Sân vận động Fatorda, Margao                       | Liban             | 1–0   | 2–2     | Vòng loại giải vô địch bóng đá thế giới 2010 | [ 19 ]        |
| 8.        | 14            | 24 tháng 5 năm 2008  | Sân vận động Fatorda, Margao                       | Đài Bắc Trung Hoa | 2–0   | 3–0     | Giao hữu                                     | [ 20 ]        |
| 9.        | 15            | 24 tháng 5 năm 2008  | Sân vận động Fatorda, Margao                       | Đài Bắc Trung Hoa | 3–0   | 3–0     | Giao hữu                                     | [ 20 ]        |
| 10.       | 16            | 3 tháng 6 năm 2008   | Sân vận động Rasmee Dhandu, Malé                   | Nepal             | 3–0   | 4–0     | Giải vô địch bóng đá Nam Á 2008              | [ 21 ] [ 22 ] |
| 11.       | 18            | 11 tháng 6 năm 2008  | Sân vận động Rasmee Dhandu, Malé                   | Bhutan            | 1–1   | 2–1     | Giải vô địch bóng đá Nam Á 2008              | [ 21 ] [ 23 ] |
| 12.       | 24            | 7 tháng 8 năm 2008   | Sân vận động Gachibowli Athletic, Hyderabad        | Myanmar           | 1–0   | 1–0     | AFC Challenge Cup 2008                       | [ 24 ] [ 25 ] |
| 13.       | 25            | 13 tháng 8 năm 2008  | Sân vận động Ambedkar, Delhi                       | Tajikistan        | 1–0   | 4–1     | AFC Challenge Cup 2008                       | [ 26 ] [ 27 ] |
| 14.       | 25            | 13 tháng 8 năm 2008  | Sân vận động Ambedkar, Delhi                       | Tajikistan        | 3–0   | 4–1     | AFC Challenge Cup 2008                       | [ 26 ] [ 27 ] |
| 15.       | 25            | 13 tháng 8 năm 2008  | Sân vận động Ambedkar, Delhi                       | Tajikistan        | 4–1   | 4–1     | AFC Challenge Cup 2008                       | [ 26 ] [ 27 ] |
| 16.       | 28            | 23 tháng 8 năm 2009  | Sân vận động Ambedkar, Delhi                       | Kyrgyzstan        | 2–0 ‡ | 2–1     | Nehru Cup 2009                               | [ 28 ]        |
| 17.       | 36            | 8 tháng 10 năm 2010  | Khu liên hợp thể thao Shree Shiv Chhatrapati, Pune | Việt Nam          | 1–0   | 3–1     | Friendly                                     | [ 29 ] [ 30 ] |
| 18.       | 36            | 8 tháng 10 năm 2010  | Khu liên hợp thể thao Shree Shiv Chhatrapati, Pune | Việt Nam          | 2–0   | 3–1     | Friendly                                     | [ 29 ] [ 30 ] |
| 19.       | 36            | 8 tháng 10 năm 2010  | Khu liên hợp thể thao Shree Shiv Chhatrapati, Pune | Việt Nam          | 3–1   | 3–1     | Friendly                                     | [ 29 ] [ 30 ] |
| 20.       | 39            | 14 tháng 1 năm 2011  | Sân vận động Jassim Bin Hamad, Doha                | Bahrain           | 2–4   | 2–5     | Cúp bóng đá châu Á 2011                      | [ 31 ]        |
| 21.       | 40            | 18 tháng 1 năm 2011  | Sân vận động Al-Gharafa, Doha                      | Hàn Quốc          | 1–2 ‡ | 1–4     | Cúp bóng đá châu Á 2011                      | [ 31 ]        |
| 22.       | 41            | 21 tháng 3 năm 2011  | Sân vận động Petaling Jaya, Petaling Jaya          | Đài Bắc Trung Hoa | 2–0   | 3–0     | Vòng loại AFC Challenge Cup 2012             | [ 7 ]         |
| 23.       | 44            | 10 tháng 7 năm 2011  | Sân vận động Rasmee Dhandu, Malé                   | Maldives          | 1–0   | 1–1     | Giao hữu                                     | [ 7 ]         |
| 24.       | 50            | 16 tháng 11 năm 2011 | Sân vận động Salt Lake, Kolkata                    | Malaysia          | 1–0   | 3–2     | Giao hữu                                     | [ 7 ]         |
| 25.       | 50            | 16 tháng 11 năm 2011 | Sân vận động Salt Lake, Kolkata                    | Malaysia          | 3–1   | 3–2     | Giao hữu                                     | [ 7 ]         |
| 26.       | 51            | 3 tháng 12 năm 2011  | Sân vận động Jawaharlal Nehru, New Delhi           | Afghanistan       | 1–1   | 1–1     | Giải vô địch bóng đá Nam Á 2011              | [ 32 ]        |
| 27.       | 52            | 5 tháng 12 năm 2011  | Sân vận động Jawaharlal Nehru, New Delhi           | Bhutan            | 4–0   | 5–0     | Giải vô địch bóng đá Nam Á 2011              | [ 33 ]        |
| 28.       | 52            | 5 tháng 12 năm 2011  | Sân vận động Jawaharlal Nehru, New Delhi           | Bhutan            | 5–0   | 5–0     | Giải vô địch bóng đá Nam Á 2011              | [ 33 ]        |
| 29.       | 53            | 7 tháng 12 năm 2011  | Sân vận động Jawaharlal Nehru, New Delhi           | Sri Lanka         | 2–0   | 3–0     | Giải vô địch bóng đá Nam Á 2011              | [ 34 ]        |
| 30.       | 54            | 9 tháng 11 năm 2011  | Sân vận động Jawaharlal Nehru, New Delhi           | Maldives          | 2–1 ‡ | 3–1     | Giải vô địch bóng đá Nam Á 2011              | [ 35 ] [ 36 ] |
| 31.       | 54            | 9 tháng 11 năm 2011  | Sân vận động Jawaharlal Nehru, New Delhi           | Maldives          | 3–1   | 3–1     | Giải vô địch bóng đá Nam Á 2011              | [ 35 ] [ 36 ] |
| 32.       | 55            | 11 tháng 11 năm 2011 | Sân vận động Jawaharlal Nehru, New Delhi           | Afghanistan       | 1–0 ‡ | 4–0     | Giải vô địch bóng đá Nam Á 2011              | [ 35 ] [ 36 ] |
| 33.       | 59            | 22 tháng 8 năm 2012  | Sân vận động Jawaharlal Nehru, New Delhi           | Syria             | 1–0   | 2–1     | Nehru Cup 2012                               | [ 37 ]        |
| 34.       | 60            | 25 tháng 8 năm 2012  | Sân vận động Jawaharlal Nehru, New Delhi           | Maldives          | 1–0 ‡ | 3–0     | Nehru Cup 2012                               | [ 38 ]        |
| 35.       | 60            | 25 tháng 8 năm 2012  | Sân vận động Jawaharlal Nehru, New Delhi           | Maldives          | 3–0   | 3–0     | Nehru Cup 2012                               | [ 38 ]        |
| 36.       | 62            | 2 September 2012     | Sân vận động Jawaharlal Nehru, New Delhi           | Cameroon          | 2–2 ‡ | 2–2     | Nehru Cup 2012                               | [ 39 ]        |
| 37.       | 66            | 4 March 2013         | Sân vận đông Thuwunna, Yangon                      | Guam              | 1–0   | 4–0     | Vòng loại AFC Challenge Cup 2014             | [ 40 ]        |
| 38.       | 66            | 4 March 2013         | Sân vận đông Thuwunna, Yangon                      | Guam              | 4–0   | 4–0     | Vòng loại AFC Challenge Cup 2014             | [ 40 ]        |
| 39.       | 70            | 3 September 2013     | Sân vận động Halchowk, Kathmandu                   | Bangladesh        | 1–1   | 1–1     | Giải vô địch bóng đá Nam Á 2013              | [ 41 ]        |
| 40.       | 73            | 15 tháng 11 năm 2013 | Sân vận động Kanchenjunga, Siliguri                | Philippines       | 1–0   | 1–1     | Giao hữu                                     | [ 42 ]        |
| 41.       | 74            | 19 tháng 11 năm 2013 | Sân vận động Kanchenjunga, Siliguri                | Nepal             | 1–0   | 2–0     | Giao hữu                                     | [ 43 ]        |
| 42.       | 75            | 5 tháng 3 năm 2014   | Sân vận động Fatorda, Goa                          | Bangladesh        | 1–0   | 2–2     | Giao hữu                                     | [ 44 ]        |
| 43.       | 75            | 5 tháng 3 năm 2014   | Sân vận động Fatorda, Goa                          | Bangladesh        | 2–2   | 2–2     | Giao hữu                                     | [ 44 ]        |
| 44.       | 76            | 6 tháng 10 năm 2014  | Sân vận động Kanchenjunga, Siliguri                | Palestine         | 1–1   | 2–3     | Giao hữu                                     | [ 45 ]        |
| 45.       | 77            | 12 tháng 3 năm 2015  | Sân vận động Indira Gandhi Athletic, Guwahati      | Nepal             | 1–0   | 2–0     | Vòng loại giải vô địch bóng đá thế giới 2018 | [ 46 ]        |
| 46.       | 77            | 12 tháng 3 năm 2015  | Sân vận động Indira Gandhi Athletic, Guwahati      | Nepal             | 2–0   | 2–0     | Vòng loại giải vô địch bóng đá thế giới 2018 | [ 46 ]        |
| 47.       | 79            | 11 tháng 6 năm 2015  | Sân vận động Sree Kanteerava, Bangalore            | Oman              | 1–1   | 1–2     | Vòng loại giải vô địch bóng đá thế giới 2018 | [ 47 ]        |
| 48.       | 80            | 16 June 2015         | Guam F.A. National Training Center, Harmon         | Guam              | 1–2   | 1–2     | Vòng loại giải vô địch bóng đá thế giới 2018 | [ 48 ]        |
| 49.       | 87            | 27 tháng 12 năm 2015 | Sân vận động quốc tế Trivandrum, Trivandrum        | Nepal             | 2–1   | 4–1     | Giải vô địch bóng đá Nam Á 2015              | [ 49 ]        |
| 50.       | 88            | 31 tháng 12 năm 2015 | Sân vận động quốc tế Trivandrum, Trivandrum        | Maldives          | 1–0   | 3–2     | Giải vô địch bóng đá Nam Á 2015              | [ 17 ]        |
| 51.       | 89            | 3 tháng 1 năm 2016   | Sân vận động quốc tế Trivandrum, Trivandrum        | Afghanistan       | 2–1   | 2–1     | Giải vô địch bóng đá Nam Á 2015              | [ 50 ]        |
| 52.       | 92            | 3 tháng 9 năm 2016   | Mumbai Football Arena, Mumbai                      | Puerto Rico       | 2–1   | 4–1     | Friendly                                     | [ 51 ]        |
| 53.       | 93            | 22 tháng 3 năm 2017  | Sân vận động Olympic Phnôm Pênh, Phnôm Pênh        | Campuchia         | 1–0   | 3–2     | Friendly                                     | [ 52 ]        |
| 54.       | 94            | 28 tháng 3 năm 2017  | Sân vận động Thuwunna, Yangon                      | Myanmar           | 1–0   | 1–0     | Vòng loại Cúp bóng đá châu Á 2019            | [ 53 ]        |
| 55.       | 95            | 13 tháng 6 năm 2017  | Sân vận động Sree Kanteerava, Bangalore            | Kyrgyzstan        | 1–0   | 1–0     | Vòng loại Cúp bóng đá châu Á 2019            | [ 53 ]        |
| 56.       | 97            | 11 tháng 10 năm 2017 | Sân vận động Sree Kanteerava, Bangalore            | Ma Cao            | 2–1   | 4–1     | Vòng loại Cúp bóng đá châu Á 2019            | [ 53 ]        |
| 57.       | 98            | 14 tháng 11 năm 2017 | Sân vận động Fatorda, Margao                       | Myanmar           | 1–1 ‡ | 2–2     | Vòng loại Cúp bóng đá châu Á 2019            | [ 53 ]        |
| 58.       | 99            | 1 tháng 6 năm 2018   | Mumbai Football Arena, Mumbai                      | Đài Bắc Trung Hoa | 1–0   | 5–0     | Cúp Liên lục địa 2018                        | [ 54 ]        |
| 59.       | 99            | 1 tháng 6 năm 2018   | Mumbai Football Arena, Mumbai                      | Đài Bắc Trung Hoa | 2–0   | 5–0     | Cúp Liên lục địa 2018                        | [ 54 ]        |
| 60.       | 99            | 1 tháng 6 năm 2018   | Mumbai Football Arena, Mumbai                      | Đài Bắc Trung Hoa | 4–0   | 5–0     | Cúp Liên lục địa 2018                        | [ 54 ]        |
| 61.       | 100           | 4 tháng 6 năm 2018   | Mumbai Football Arena, Mumbai                      | Kenya             | 1–0 ‡ | 3–0     | Cúp Liên lục địa 2018                        | [ 55 ]        |
| 62.       | 100           | 4 tháng 6 năm 2018   | Mumbai Football Arena, Mumbai                      | Kenya             | 3–0   | 3–0     | Cúp Liên lục địa 2018                        | [ 55 ]        |
| 63.       | 101           | 7 tháng 6 năm 2018   | Mumbai Football Arena, Mumbai                      | New Zealand       | 1–0   | 1–2     | Cúp Liên lục địa 2018                        | [ 56 ]        |
| 64.       | 102           | 10 tháng 6 năm 2018  | Mumbai Football Arena, Mumbai                      | Kenya             | 1–0   | 2–0     | Cúp Liên lục địa 2018                        | [ 57 ]        |
| 65.       | 102           | 10 tháng 6 năm 2018  | Mumbai Football Arena, Mumbai                      | Kenya             | 2–0   | 2–0     | Cúp Liên lục địa 2018                        | [ 57 ]        |
| 66.       | 105           | 6 tháng 1 năn 2019   | Sân vận động Al Nahyan, Abu Dhabi                  | Thái Lan          | 1–0 ‡ | 4–1     | Cúp bóng đá châu Á 2019                      | [ 58 ]        |
| 67.       | 105           | 6 tháng 1 năn 2019   | Sân vận động Al Nahyan, Abu Dhabi                  | Thái Lan          | 2–1   | 4–1     | Cúp bóng đá châu Á 2019                      | [ 58 ]        |
| 68.       | 108           | 5 June 2019          | Chang Arena, Buriram                               | Curaçao           | 1–2 ‡ | 1–3     | King's Cup 2019                              | [ 59 ]        |
| 69.       | 109           | 7 tháng 7 năm 2019   | The Arena, Ahmedabad                               | Tajikistan        | 1–0 ‡ | 2–4     | Cúp Liên lục địa 2019                        | [ 60 ]        |
| 70.       | 109           | 7 tháng 7 năm 2019   | The Arena, Ahmedabad                               | Tajikistan        | 2–0   | 2–4     | Cúp Liên lục địa 2019                        | [ 60 ]        |
| 71.       | 110           | 13 tháng 7 năm 2019  | The Arena, Ahmedabad                               | CHDCND Triều Tiên | 2–4   | 2–5     | Cúp Liên lục địa 2019                        | [ 61 ]        |
| 72.       | 112           | 5 tháng 9 năm 2019   | Sân vận động điền kinh Indira Gandhi, Guwahati     | Oman              | 1–0   | 1–2     | Vòng loại giải vô địch bóng đá thế giới 2022 | [ 62 ]        |
| 73.       | 117           | 7 tháng 6 năm 2021   | Sân vận động Jassim bin Hamad, Doha                | Bangladesh        | 1–0   | 2–0     | Vòng loại giải vô địch bóng đá thế giới 2022 | [ 63 ]        |
| 74.       | 117           | 7 tháng 6 năm 2021   | Sân vận động Jassim bin Hamad, Doha                | Bangladesh        | 2–0   | 2–0     | Vòng loại giải vô địch bóng đá thế giới 2022 | [ 63 ]        |
| 75.       | 120           | 5 tháng 9 năm 2021   | Dasharath Rangasala, Kathmandu                     | Nepal             | 2–0   | 2–1     | Giao hữu                                     | [ 64 ]        |
| 76.       | 121           | 4 tháng 10 năm 2021  | Sân vận động Rasmee Dhandu, Malé                   | Bangladesh        | 1–0   | 1–1     | Giải vô địch bóng đá Nam Á 2021              | [ 65 ]        |
| 77.       | 123           | 10 tháng 10 năm 2021 | Sân vận động Rasmee Dhandu, Malé                   | Nepal             | 1–0   | 1–0     | Giải vô địch bóng đá Nam Á 2021              | [ 66 ]        |
| 78.       | 124           | 13 tháng 10 năm 2021 | Sân vận động Rasmee Dhandu, Malé                   | Maldives          | 2–1   | 3–1     | Giải vô địch bóng đá Nam Á 2021              | [ 67 ]        |
| 79.       | 124           | 13 tháng 10 năm 2021 | Sân vận động Rasmee Dhandu, Malé                   | Maldives          | 3–1   | 3–1     | Giải vô địch bóng đá Nam Á 2021              | [ 67 ]        |
| 80.       | 125           | 16 tháng 10 năm 2021 | Sân vận động Rasmee Dhandu, Malé                   | Nepal             | 1–0   | 3–0     | Giải vô địch bóng đá Nam Á 2021              | [ 68 ]        |
| 81.       | 127           | 8 tháng 6 năm 2022   | Sân vận động Salt Lake, Kolkata                    | Campuchia         | 1–0 ‡ | 2–0     | Vòng loại Cúp bóng đá châu Á 2023            | [ 69 ]        |
| 82.       | 127           | 8 tháng 6 năm 2022   | Sân vận động Salt Lake, Kolkata                    | Campuchia         | 2–0   | 2–0     | Vòng loại Cúp bóng đá châu Á 2023            | [ 69 ]        |
| 83.       | 128           | 11 tháng 6 năm 2022  | Sân vận động Salt Lake, Kolkata                    | Afghanistan       | 1–0   | 2–1     | Vòng loại Cúp bóng đá châu Á 2023            | [ 70 ]        |
| 84.       | 129           | 14 tháng 6 năm 2022  | Sân vận động Salt Lake, Kolkata                    | Hồng Kông         | 2–0   | 4–0     | Vòng loại Cúp bóng đá châu Á 2023            | [ 71 ]        |
| 85.       | 133           | 28 tháng 3 năm 2023  | Sân vận động Khuman Lampak Main, Imphal            | Kyrgyzstan        | 2–0 ‡ | 2–0     | Giao hữu                                     | [ 72 ]        |
| 86.       | 135           | 12 tháng 6 năm 2023  | Sân vận động Kalinga, Bhubaneswar                  | Vanuatu           | 1–0   | 1–0     | Cúp Liên lục địa 2023                        | [ 73 ]        |
| 87.       | 137           | 18 tháng 6 năm 2023  | Sân vận động Kalinga, Bhubaneswar                  | Liban             | 1–0   | 2–0     | Cúp Liên lục địa 2023                        | [ 74 ]        |
| 88.       | 138           | 21 tháng 6 năm 2023  | Sân vận động Sree Kanteerava, Bangalore            | Pakistan          | 1–0   | 4–0     | Giải vô địch bóng đá Nam Á 2023              | [ 75 ]        |
| 89.       | 138           | 21 tháng 6 năm 2023  | Sân vận động Sree Kanteerava, Bangalore            | Pakistan          | 2–0 ‡ | 4–0     | Giải vô địch bóng đá Nam Á 2023              | [ 75 ]        |
| 90.       | 138           | 21 tháng 6 năm 2023  | Sân vận động Sree Kanteerava, Bangalore            | Pakistan          | 3–0 ‡ | 4–0     | Giải vô địch bóng đá Nam Á 2023              | [ 75 ]        |
| 91.       | 139           | 24 tháng 6 năm 2023  | Sân vận động Sree Kanteerava, Bangalore            | Nepal             | 1–0   | 2–0     | Giải vô địch bóng đá Nam Á 2023              | [ 76 ]        |
| 92.       | 140           | 27 tháng 6 năm 2023  | Sân vận động Sree Kanteerava, Bangalore            | Kuwait            | 1–0   | 1–1     | Giải vô địch bóng đá Nam Á 2023              | [ 77 ]        |
| 93.       | 143           | 13 tháng 10 năm 2023 | Sân vận động quốc gia Bukit Jalil, Kuala Lumpur    | Malaysia          | 2–3   | 2–4     | Merdeka Cup 2023                             | [ 78 ]        |
| 94.       | 150           | 26 tháng 3 năm 2024  | Sân vận động điền kinh Indira Gandhi, Guwahati     | Afghanistan       | 1–0 ‡ | 1–2     | Vòng loại giải vô địch bóng đá thế giới 2026 | [ 79 ]        |

## Hat-trick
| Thú tự | Ngày                | Địa điểm                                           | Đối thủ           | Bàn thắng ghi được ở phút     | Kết quả | Giải đấu                        | Ref.   |
| ------ | ------------------- | -------------------------------------------------- | ----------------- | ----------------------------- | ------- | ------------------------------- | ------ |
| 1.     | 13 tháng 8 năm 2008 | Sân vận động Ambedkar, Delhi                       | Tajikistan        | 9', 19', 75'                  | 4–1     | AFC Challenge Cup 2008          | [ 26 ] |
| 2.     | 8 tháng 10 năm 2010 | Khu liên hợp thể thao Shree Shiv Chhatrapati, Pune | Việt Nam          | 25', 48', 72'                 | 3–1     | Giao hữu                        | [ 29 ] |
| 3.     | 1 tháng 6 năm 2018  | Mumbai Football Arena, Mumbai                      | Đài Bắc Trung Hoa | 14', 34', 62'                 | 5–0     | Cúp Liên lục địa 2018           | [ 54 ] |
| 4.     | 21 tháng 6 năm 2023 | Sân vận động Sree Kanteerava, Bangalore            | Pakistan          | 10', 16' (ph.đ.), 73' (ph.đ.) | 4–0     | Giải vô địch bóng đá Nam Á 2022 | [ 13 ] |

## Thống kê
Tính đến 21 tháng 10 năm 2023
| Số trận và số bàn thắng theo năm | Số trận và số bàn thắng theo năm | Số trận và số bàn thắng theo năm |
| Năm                              | Số trận                          | Số bàn thắng                     |
| -------------------------------- | -------------------------------- | -------------------------------- |
| 2005                             | 5                                | 1                                |
| 2006                             | 1                                | 0                                |
| 2007                             | 7                                | 6                                |
| 2008                             | 13                               | 8                                |
| 2009                             | 6                                | 1                                |
| 2010                             | 6                                | 3                                |
| 2011                             | 17                               | 13                               |
| 2012                             | 8                                | 4                                |
| 2013                             | 11                               | 5                                |
| 2014                             | 2                                | 3                                |
| 2015                             | 12                               | 6                                |
| 2016                             | 4                                | 2                                |
| 2017                             | 6                                | 5                                |
| 2018                             | 6                                | 8                                |
| 2019                             | 11                               | 7                                |
| 2020                             | 0                                | 0                                |
| 2021                             | 10                               | 8                                |
| 2022                             | 6                                | 4                                |
| 2023                             | 14                               | 9                                |
| Tổng cộng                        | 145                              | 93                               |

| Số trận và số bàn thắng theo giải đấu   | Số trận và số bàn thắng theo giải đấu | Số trận và số bàn thắng theo giải đấu |
| Giải đấu                                | Số trận                               | Số bàn thắng                          |
| --------------------------------------- | ------------------------------------- | ------------------------------------- |
| Giải vô địch bóng đá Nam Á              | 27                                    | 23                                    |
| Vòng loại Giải vô địch bóng đá thế giới | 21                                    | 9                                     |
| Nehru Cup                               | 14                                    | 9                                     |
| Vòng loại Cúp bóng đá châu Á            | 12                                    | 8                                     |
| Cúp Liên lục địa                        | 11                                    | 13                                    |
| AFC Challenge Cup                       | 8                                     | 4                                     |
| Vòng loại AFC Challenge Cup             | 6                                     | 3                                     |
| Cúp bóng đá châu Á                      | 5                                     | 4                                     |
| King's Cup                              | 1                                     | 1                                     |
| Merdeka Cup                             | 1                                     | 1                                     |
| Giao hữu                                | 39                                    | 18                                    |
| Tổng cộng                               | 145                                   | 93                                    |

| Số trận và số bàn thắng theo liên đoàn | Số trận và số bàn thắng theo liên đoàn | Số trận và số bàn thắng theo liên đoàn | Số trận và số bàn thắng theo liên đoàn |
| Liên đoàn                              | Số đội                                 | Số trận                                | Số bàn thắng                           |
| -------------------------------------- | -------------------------------------- | -------------------------------------- | -------------------------------------- |
| AFC                                    | 38                                     | 131                                    | 84                                     |
| CONCACAF                               | 4                                      | 4                                      | 2                                      |
| CAF                                    | 3                                      | 4                                      | 5                                      |
| OFC                                    | 3                                      | 4                                      | 2                                      |
| Tổng cộng                              | 48                                     | 143                                    | 93                                     |

| Số trận và số bàn thắng theo đối thủ | Số trận và số bàn thắng theo đối thủ | Số trận và số bàn thắng theo đối thủ |
| Đối thủ                              | Số trận                              | Số bàn thắng                         |
| ------------------------------------ | ------------------------------------ | ------------------------------------ |
| Nepal                                | 13                                   | 9                                    |
| Maldives                             | 6                                    | 8                                    |
| Bangladesh                           | 6                                    | 6                                    |
| Đài Bắc Trung Hoa                    | 5                                    | 6                                    |
| Tajikistan                           | 5                                    | 5                                    |
| Campuchia                            | 3                                    | 5                                    |
| Afghanistan                          | 8                                    | 4                                    |
| Pakistan                             | 7                                    | 4                                    |
| Kyrgyzstan                           | 5                                    | 4                                    |
| Kenya                                | 2                                    | 4                                    |
| Liban                                | 6                                    | 3                                    |
| Myanmar                              | 5                                    | 3                                    |
| Malaysia                             | 4                                    | 3                                    |
| Guam                                 | 3                                    | 3                                    |
| Bhutan                               | 2                                    | 3                                    |
| Việt Nam                             | 2                                    | 3                                    |
| Syria                                | 6                                    | 2                                    |
| Oman                                 | 5                                    | 2                                    |
| Thái Lan                             | 3                                    | 2                                    |
| Sri Lanka                            | 4                                    | 1                                    |
| Hồng Kông, Trung Quốc                | 3                                    | 1                                    |
| Kuwait                               | 3                                    | 1                                    |
| Bahrain                              | 2                                    | 1                                    |
| Ma Cao                               | 2                                    | 1                                    |
| CHDCND Triều Tiên                    | 2                                    | 1                                    |
| Palestine                            | 2                                    | 1                                    |
| Philippines                          | 2                                    | 1                                    |
| Cameroon                             | 1                                    | 1                                    |
| Curaçao                              | 1                                    | 1                                    |
| New Zealand                          | 1                                    | 1                                    |
| Puerto Rico                          | 1                                    | 1                                    |
| Hàn Quốc                             | 1                                    | 1                                    |
| Vanuatu                              | 1                                    | 1                                    |
| Turkmenistan                         | 3                                    | 0                                    |
| UAE                                  | 3                                    | 0                                    |
| Fiji                                 | 2                                    | 0                                    |
| Lào                                  | 2                                    | 0                                    |
| Yemen                                | 2                                    | 0                                    |
| Úc                                   | 1                                    | 0                                    |
| Trung Quốc                           | 1                                    | 0                                    |
| Guyana                               | 1                                    | 0                                    |
| Iran                                 | 1                                    | 0                                    |
| Jordan                               | 1                                    | 0                                    |
| Mông Cổ                              | 1                                    | 0                                    |
| Namibia                              | 1                                    | 0                                    |
| Qatar                                | 2                                    | 0                                    |
| Singapore                            | 1                                    | 0                                    |
| Trinidad và Tobago                   | 1                                    | 0                                    |
| Tổng cộng                            | 145                                  | 93                                   |